# 2-й окремий полк зв'язку (Україна)
2-й окремий полк зв'язку (2 ОПЗ, в/ч А3095) — розформована військова частина військ зв'язку Сухопутних військ Південного оперативного командування Збройних сил України. Місце дислокації — Одеса.

## Історія
Основні завдання, що стояли перед бригадою, після складання присяги на вірність українському народові практично не змінились. Проте суттєво змінився якісний склад 254-й окремого тропосферного батальйону зв'язку, який в 1991 році переозброїли на мобільніші та більш каналоємні цифрові тропосферні станції Р-423. Це було зроблено в результаті скорочення військ округу. Кадр 2-ї бригади зв'язку, що ввійшов до складу Одеського військового округу, після скорочення військ Головного командування військ Південно-Західного командування переформовувався в 49-та базу зберігання озброєння та техніки (49 БЗОТ). Отже, сучасні зразки техніки були використані для переозброєння з'єднань та частин повного складу.
В результаті погіршення економічної ситуації в країні, різко погіршилось забезпечення всіх частин. Особливо тяжка ситуація склалась із забезпеченням паливно-мастильними матеріалами. В результаті скоротилась кількість польових виходів, навчання практично не проводились.
В лютому 1998 року, Червонопрапорний Одеський військовий округ був перетворений в Південне оперативне командування, а 122-га бригада зв'язку (лінійна) в 2-й полк зв'язку, який в свою чергу невдовзі був розформований.

## Командування
- полковник Швець Олександр Данилович (26.07.1991-27.02.1993)
- полковник Кошелєв Євген Петрович (28.02.1993-1996)
- полковник Зайцев Ілля Іванович (1996-1998)